# Walddörfer SV
Der Walddörfer SV (voller Name: Walddörfer Sportverein v. 1924 e. V.) ist ein Hamburger Sportverein.
Der Verein in Hamburgs Nordosten hat den Namen von der Bezeichnung der „hamburgischen Walddörfer“. Er betreibt Freizeit-, Leistungs-, Wettkampf-, Gesundheits- und Integrationssport. Außerdem bietet er Jugend- und Sportreisen sowie Kultur- und Bildungsangebote. Der Verein zählt mit über 7.500 Mitglieder (Stand: 31. Dezember 2021) zu den zehn größten Sportvereinen Hamburgs. Die Mitglieder können auf über 600 Sportangebote pro Woche zurückgreifen.

## Sportarten
| Aerobic und Bodystyling | Aikido              | Badminton                  | Ballett          | Basketball                     |
| Breakdance              | Dance               | Faustball                  | Fechten          | Fitness-Studio                 |
| Flamenco                | Folklore            | Fußball (Bezirksliga Nord) | Gesundheitssport | Gymnastik und Turnen           |
| Handball                | Herzsport           | Indoor Cycling             | Inline-Hockey    | Inline-Skating                 |
| Integrationssport       | Judo                | Karate-Do                  | Kegeln           | Klettern                       |
| Kunstturnen             | Latin Dance         | Leichtathletik             | Line Dance       | Lungensport                    |
| Nordic Walking          | Orientalischer Tanz | Pilates                    | Prellball        | Qigong                         |
| Radsport                | Radwandern          | Rhythmische Sportgymnastik | Rock'n'Roll      | Schwimmen                      |
| Schwimmschule           | Ski                 | Sport 50+                  | Sportabzeichen   | Tai Chi                        |
| Tanzen                  | Thai-Boxen          | Tischtennis                | Triathlon        | Turnen für Kinder und Jugendl. |
| Volleyball              | Walking             | Yoga                       | Zumba            |                                |

## Erfolge
- Deutscher Futsal-Vizemeister der Frauen: 2025

## Weitere Angebote
| Kinder- und Jugendtheater | Kinderbetreuung | Kunst und Kultur        | Saunen            | Englisch  |
| Französisch               | Spanisch        | Italienisch             | Ausflüge          | Workshops |
| Ski- u. Sportreisen       | Feiern / Events | Kindergeburtstagsfeiern | Weihnachtsmärchen | Rangeln   |

## Geschichte
Am 1. November 1924 wurde der Volksdorfer Sportverein als Fußballverein gegründet. Durch den Bau der Walddörfer Schule stand ab 1928 eine Halle zur Verfügung. Im Zuge dessen wurde die Volksdorfer Turngesellschaft gegründet, die später in Volksdorfer Turngemeinschaft umbenannt wurde. Das Allhornstadion wurde 1930 noch vor der Eröffnung der Walddörfer Schule fertig. Nach dem Verbot vieler Vereine aus politischen Gründen nahm die Turngemeinschaft 1933 viele Mitglieder aus Nachbarvereinen (unter anderem die Mitglieder des Arbeitersportvereins Berne) auf. Es entstand die Judoabteilung.

### Nach 1945
Im Winter 1945 wurde Fuß-, Hand- und Faustball gespielt. 1948 entstand der Name Walddörfer Sportverein. Im Verein betrieben 1949 190 Mitglieder ihre „Leibesübungen“. Im Oktober wurde die Turnabteilung gegründet und zog viele neue Mitglieder an. Einige neue Turnhallen machten den Turnbetrieb möglich. Der Walddörfer Sportverein wurde am 28. März 1953 ins Vereinsregister eingetragen. Die Tischtennisabteilung wurde ins Leben gerufen. Von 1954 bis 1958 gab es die erste eigene Vereinszeitung. Die Turnabteilung hatte 1959 250 Mitglieder. Nach Inbetriebnahme der Turnhalle in Bergstedt traten weitere 450 neue Mitglieder der Turnabteilung bei. 1960 wurde die Handballabteilung neu ins Leben gerufen. Die Volleyball- und die Leichtathletikabteilung wurden ein Jahr später gegründet. Die erste Ausgabe des Vereins-Magazins „Walddörfer Sportfreund“ erschien 1963. Es wurde der Beschluss gefasst durch den Bau eines Vereinshauses die Zukunft des Vereins zu sichern. Der Verein zählte 1964 mit 1.100 Mitgliedern und 18 verschiedenen Abteilungen zu den größten Sportvereinen Hamburgs. Im Juni 1965 wurde die bereits in den Jahren 1950–55 existierende Schwimmabteilung wieder gegründet. Im September 1967 wurde die Tanzsportabteilung gegründet und 1968 Ski-Langlauf erstmals angeboten, später wurde daraus die Skiabteilung. Durch Spenden für den Bau eines Hallenbades in Volksdorf kamen bis zur Fertigstellung über eine halbe Million Mark zusammen. Fechten und Moderner Fünfkampf werden im Rahmen der Turnabteilung von 1970 bis 1972 angeboten. Die Leichtathletikabteilung schloss sich 1971 mit drei weiteren Vereinen zur LAV-Hamburg-Nord zusammen. Am 2. Oktober wurde das „Hallenbad für die Walddörfer“ von dem dafür gegründeten Verein „Vereinigung Hallenbad Walddörfer e. V.“ eingeweiht. 1972 entstand die Fechtabteilung.

### Erstes Vereinsheim
1974 suchte der Verein mit 2.430 Mitgliedern nach einem eigenen Standort. Die Geschäftsstelle befand sich immer noch in der „Räucherkate“ in Volksdorf. Das 50-jährige Jubiläum wurde im Spiekerhus und einem großen Festzelt gefeiert. Der Walddörfer SV implementierte einen vereinseigenen Leistungsförderungsfonds und war Mitbegründer der ARGE Hamburg Nord, heute ARGE Wandsbek. Der Verein kaufte eine Baubaracke der EDKA und baute 1975 den Pavillon vom Jahnring ab, um ihn später als Vereinshaus wieder aufzubauen Am 22. Januar 1976 wurde die Rhythmische Sportgymnastik ins Sportangebot des Walddörfer SV aufgenommen. Die Leichtathleten organisierten einen Austausch mit Israel. Jazz-Gymnastik wurde ebenfalls in das Programm mit aufgenommen. Am 16. April 1977 wurde der Grundstein für das heutige Sportcenter „Walddörfer Sportforum“ auf einem gepachteten Grundstück gelegt. Das Yoga-Angebot entstand. 15 Jahre nach dem Beschluss einer Mitgliederversammlung und der Tatkraft des 1. Vorsitzenden Ernst Boye wurde das Vereinshaus an der Halenreie 34 mit Gastronomie, Kegelbahnen, Geschäftsräumen, Duschen und Festsaal am 27. Mai 1978 eingeweiht. Im Erdgeschoss wurden Räume an den Volksdorfer Schützenverein vermietet. Die Gesamtfläche des Baus betrug über 1.500 m². Nahezu 5.000 Stunden ehrenamtlicher Arbeit sind allein für den Vereinshausbau geleistet worden. Die Fußballer fuhren 1979 in die USA. 1980 wurde die Herzsport-Abteilung gegründet.

### 1980–1994
Der Jugendausschuss begann 1981 die Zusammenarbeit mit dem Kinderheim Erlenbusch und verabschiedete die erste Jugendordnung. Es kamen über 4.800 Jugendliche auf Veranstaltungen des Jugendausschusses. Am 1. Januar 1982 wurde die erste eigene EDV für die Mitgliederverwaltung eingeführt. Der Walddörfer SV organisierte einen Protestmarsch Hamburger Sportler gegen die Nutzungsbeschränkungen der Sportanlage Tegelsbarg, wovon Presse und Fernsehen berichteten. Jugendskireisen liefen jährlich mit großem Erfolg. Die „Spielhalle“ im Ahrensburger Weg 28 wurde gebaut. 1983 war der Walddörfer SV der 16. größte Verein unter 600 in Hamburg. Der Jugendausschuss befasste sich mit Wulfsdorf und organisiert Polen-Hilfe. Die Tischtennisabteilung begann mit der Integration von behinderten. Die Aerobic-Welle hatte auch den Walddörfer SV erreicht. 1984 zählte man insgesamt 3.390 Mitglieder. Die Basketball-Damen schafften den Sprung in die Regionalliga. Der Saal 1 wurde 1987 erweitert und ummauert, ein neuer Saal 2 wurde angebaut, was eine Vergrößerung der Nutzflächen am Vereinssitz um 160 m² ausmachte. Die Einweihung war am 16. August 1988. Das Pacht-Grundstück „Halenreie 34“ in Volksdorf wurde mit Vertrag vom 18. August 1988 von der Stadt gekauft und 1989 eine zusätzliche Halle mit 280 m² „Vörn Barkholt 22“ angemietet und am 17. September eingeweiht. 1994 waren 4.200 Frauen und Männer, Mädchen und Jungen ab 6 Monaten Mitglieder.

### Deutsches Turnfest
Der Verein betreute ca. 1.200 Gäste des Deutschen Turnfestes in Hamburg. Eine überarbeitete Satzung wurde beschlossen. 1996 wurde die erste DSV-Skischule in Hamburg von der Skiabteilung des Walddörfer SV gegründet. Die Mitgliederversammlung am 5. April 1998 beschloss „kulturelle Aufgaben“ und „Bildung und Erziehung zu fördern“ als weitere gemeinnützige Zwecke neben der Förderung des Sports in die Satzung mit aufzunehmen. Der Walddörfer SV initiierte ein Bürgerbegehren (eingereicht am 3. Dezember 1997) um das Grundstück Halenreie 32 für den Sport zu sichern. Am 28. Mai 1999 wurden der Ortsamtsleiterin Angelika Sterra 7.669 Stimmen (weit mehr als die erforderliche Zahl) für das Bürgerbegehren überreicht. Das Nachbargrundstück Halenreie 32 wurde 2001 nach zähen Verhandlungen mit der Stadt Hamburg vom Verein gekauft. Der „Walddörfer Sportfreund“ erschien zum ersten Mal in DIN-A4 und in Farbe. Ein großer Erweiterungsbau (1.320 m²) mit zwei Gymnastiksälen, Empfangshalle und Gesundheits- und Fitness-Studio wurde 2002 auf dem Gelände Halenreie 32 eröffnet. Altbau und Neubau zusammen heißen seitdem „Walddörfer Sportforum“. Die Anmietung der Halle „Vörn Barkholt 22“ wurde dagegen beendet. Der Treffpunkt für alle Sportler der Walddörfer an der Halenreie hat heute 360 Tage im Jahr geöffnet, jede Woche 84 Stunden. Mitglieder und ehrenamtliche Mitarbeiter haben seitdem stets eine geöffnete Geschäftsstelle. 2004 hatte der Verein 5.530 Mitglieder.

### Delegiertenversammlung und Vereinsrat
Der Verein führte 2005 neben der Mitgliederversammlung die Delegiertenversammlung ein. Aus dem „erweiterten Vorstand“ wurde der Vereinsrat. 2008 ist der Verein bei den größten Hamburger Vereinen auf Platz 9, in Hamburgs Nordosten auf Platz 1. Der Verein beschäftigt über 260 Personen, vom Übungshelfer über Trainer, Servicemitarbeiter und Studioleiter bis zum Geschäftsführer. Der Walddörfer SV ist Mitglied der Gemeinschaft „TopSportVereine Metropolregion Hamburg e. V.“. Die Satzung wurde 2009 geändert: Die Delegiertenversammlung wählt ein Präsidium, welches den Vorstand nach § 26 BGB ernennt. (Stand 31. Dezember 2019) trainieren heute über 8500 Mitglieder in über 50 verschiedenen Sportarten. Der Verein feierte sein 85-Jahre Jubiläum mit einem großen Kinderfest.